# (15729) Yumikoitahana
(15729) Yumikoitahana est un astéroïde de la ceinture principale.

## Description
(15729) Yumikoitahana est un astéroïde de la ceinture principale. Il fut découvert le 16 octobre 1990 à Kitami par Atsushi Takahashi et Kazuro Watanabe. Il présente une orbite caractérisée par un demi-grand axe de 2,29 UA, une excentricité de 0,17 et une inclinaison de 3,2° par rapport à l'écliptique.

## Compléments